# Odelsting
Odelstinget var en av de två kamrar som det norska Stortinget tidigare delades in i under behandlingen av lagförslag. Dessutom var det Odelstinget som reste åtal i riksrättsmål (Grundlagen § 86). Odelstinget bestod av tre fjärdedelar (127) av Stortingets 169 ledamöter Grundlagen § 73). Med undantag för lagförslag och riksrättsmål behandlades Stortingets frågor i plenum. Odelstingets behandling av lagförslag skedde i Stortingssalen.
20 februari 2007 beslutade Stortinget att upphäva ordningen med Odelsting och Lagting. Istället skulle alla frågor behandlas av Stortinget i plenum. Ändringen trädde i kraft 1 oktober 2009.

## Behandling av lagförslag
De flesta lagförslag kom från regeringen, men också den enskilda medlemmen av Odelstinget kunde lägga fram lagförslag. Innan förslaget behandlades av Odelstinget, skickades det till en kommitté för behandling. Vilken kommitté som skulle behandla förslaget var fastslaget i Stortingets forretningsorden. Lagtingets medlemmar kunde däremot inte själva lägga fram lagförslag, men de satt i kommittéerna som gjorde underlag till lagförslagen, varigenom de hade möjlighet att påverka dessa.
Kommittén skrev sedan ett underlag som Odelstinget tog ställning till. Om Odelstinget stödde förslaget, skickades det till Lagtinget för votering. Fick förslaget stöd av majoriteten i Lagtinget, blev det godkänt som lag och sänt till Kungen för sanktion i enlighet med Grundlagen §§ 76–77. När kungen hade undertecknat, och en medlem av regeringen – normalt statsministern – hade kontrasignerat, blev lagförslaget till gällande lag.

## Odelstingets presidentskap
Sista perioden (2005–2009)
- President:            Berit Brørby (A)
- Vicepresident:        Olav Gunnar Ballo (SV)
- Förste varapresident: Sigvald Oppebøen Hansen (A)
- Andra varapresident:  Rune J. Skjælaaen (Sp)
- Sekreterare:           Asmund Kristoffersen (A)
- Vicesekreterare:       Henning Skumsvoll (Frp)
- Varasekreterare:       Torny Pedersen (A)

Förra perioden (2001–2005)
- President:              Ågot Valle (SV)
- Vicepresident:          Berit Brørby (A)
- Förste varapresident:   Geir-Ketil Hansen (SV)
- Andra varapresident:    Asmund Kristoffersen (A)
- Sekreterare:            Sigvald Oppebøen Hansen (A)
- Vicesekreterare:        Finn Martin Vallersnes (H)
- Varasekreterare:        Ursula Evje (partilös)